# Anas aucklandica
L'alzavola attera (Anas aucklandica Gray, 1844), chiamata anche alzavola delle Auckland, è un uccello della famiglia degli Anatidi.

## Descrizione
L'alzavola attera è più piccola dell'alzavola bruna delle isole principali della Nuova Zelanda, un tempo ritenuta sua conspecifica. Il piumaggio è completamento bruno, ma sono presenti riflessi verdi sul collo ed un caratteristico anello bianco intorno agli occhi. La femmina è inoltre un po' più scura del maschio. Le ali sono molto piccole e questa specie ha perso la capacità di volare.

## Distribuzione e habitat
È endemica delle Isole Auckland, situate a sud della Nuova Zelanda. Un tempo era diffusa in tutto l'arcipelago, ma ora è ristretta solamente a quelle isole dove non sono stati introdotti predatori: Adams, Enderby, Disappointment e poche altre isolette più piccole. Una vecchia testimonianza riguardante un'«anatra attera» avvistata nell'arcipelago delle Snares (Hector, 1896), situate a nord-est delle Auckland, si riferisce probabilmente ad un esemplare smarrito.
Questo uccello è diffuso in una grande varietà di habitat ed è possibile trovarlo nei campi di Chionochloa, di megaerba e in acque costiere.

## Biologia
L'alzavola attera ha abitudini per lo più crepuscolari o notturne e durante il giorno preferisce tenersi al sicuro dai predatori (come i falconi della Nuova Zelanda e gli skua).
Ha una dieta in gran parte carnivora e si nutre soprattutto di invertebrati marini, insetti, anfipodi e di altri piccoli animaletti. È una specie territoriale e forma stormi solo molto raramente.